# Bathycuma rotunditectorum
Bathycuma rotunditectorum is een zeekommasoort uit de familie van de Bodotriidae. De wetenschappelijke naam van de soort is voor het eerst geldig gepubliceerd in 1988 door Gamo.